# Селеста, только Селеста
«Селе́ста, то́лько Селе́ста» (исп. Celeste, siempre Celeste) — аргентинская теленовелла, снятая по сценарию Энрике Торреса, в главных ролях: Андреа Дель Бока и Густаво Бермудес. Является продолжением телесериала «Селеста».
Андреа Дель Бока в этом сериал сыграла две роли, существенно отличающиеся друг от друга (положительная и отрицательная роль).
В России была показана каналами REN-TV (под названием «Селеста, только Селеста»), «РТР» / «Россия».
В 1994 году сериал награждён премией Мартин Фиерро, как «Лучший сериал».

## Сюжет
После свадьбы и крещения сына — Лукаса, Селеста и Франко уезжают в свадебное путешествие. Из больницы возвращается Тереса (мать Франко), но не одна, а со своим психотерапевтом Хуаном Игнасио. Тереса по-прежнему ненавидит Селесту и относится к ней как к служанке, замышляет похитить и убить Селесту, девушку похищают, но ей удается бежать. Во время побега она неудачно падает, ударяется головой, теряет память и попадает в больницу…
Вскоре Франко в семинарии встречает девушку Клару (похищенная в младенчестве сестра-близнец Селесты) и принимает её за свою жену — Селесту. Клара, давно жаждавшая богатства, не пытается переубеждать в этом Франко. Селеста же попадает в дом к Кларе и думает, что муж Клары — это её настоящий муж.
Таким образом, 2 сестры меняются семьями.
Клара путём интриг, угроз и шантажа пытается как можно дольше остаться в особняке.
В финале сериала Клара погибает от отравления ядом. Тереза умирает от СПИДа. А Франко и Селеста (которая снова беременна от него), вновь женятся.

## Актёры
- Андреа Дель Бока — Селеста / Клара
- Густаво Бермудес — Франко Ферреро
- Дора Барет — Тереза Висконти
- Генри Закка — Хуан Игнасио Перес Торадо
- Моника Галан — Моника/Роберта
- Ингрид Пеликори — Орнелла Пиццамилио
- Освальдо Тессер — Валентин Пиццамилио
- Лидия Ламайсон — Кора
- Иво Куцарида — падре Микеле
- Норберто Диас — Гидо Пиццамилио
- Хорхе Д`Элия — Амадео Пиццамилио
- Нестор Сакко — Агуэро
- Ильда Бернард — Аманда Садовска
- Эрика Вальнер — Сильвана Розетти
- Адела Глейхер — Аида Ферреро
- Густаво Рей — Рамиро Менендес
- Марсела Руис — Алисия Пиццамилио
- Лита Сориано — Маргарита
- Ракель Касаль — Энрикета
- Эухения Бонель — Марсела
- Карлос Ривкин — доктор Маркос   Съёмочная группа  автор сценария Энрике Торрес  Декорации Хорасио Эскивель Костюмер Анабелла Дель Бока Продюсеры Рауль Лекуна и Орнелла Зампичинини Режиссёр Николас Дель Бока

## Озвучивание на русский язык
На русский язык роли озвучивали: Телеканал РЕН ТВ - Ирина Савина, Игорь Тарадайкин.